# Casa de Cámara y Cadena

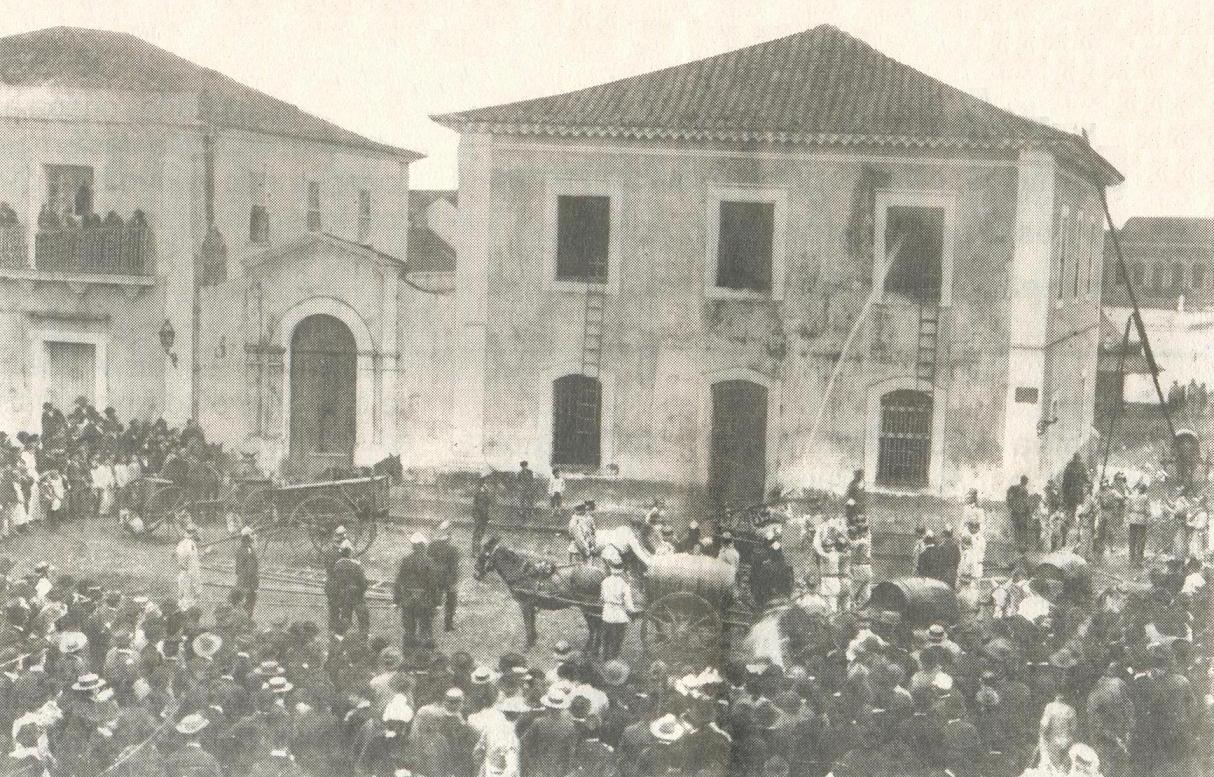
Cárcel Pública de Curitiba. Incendio en 1897.

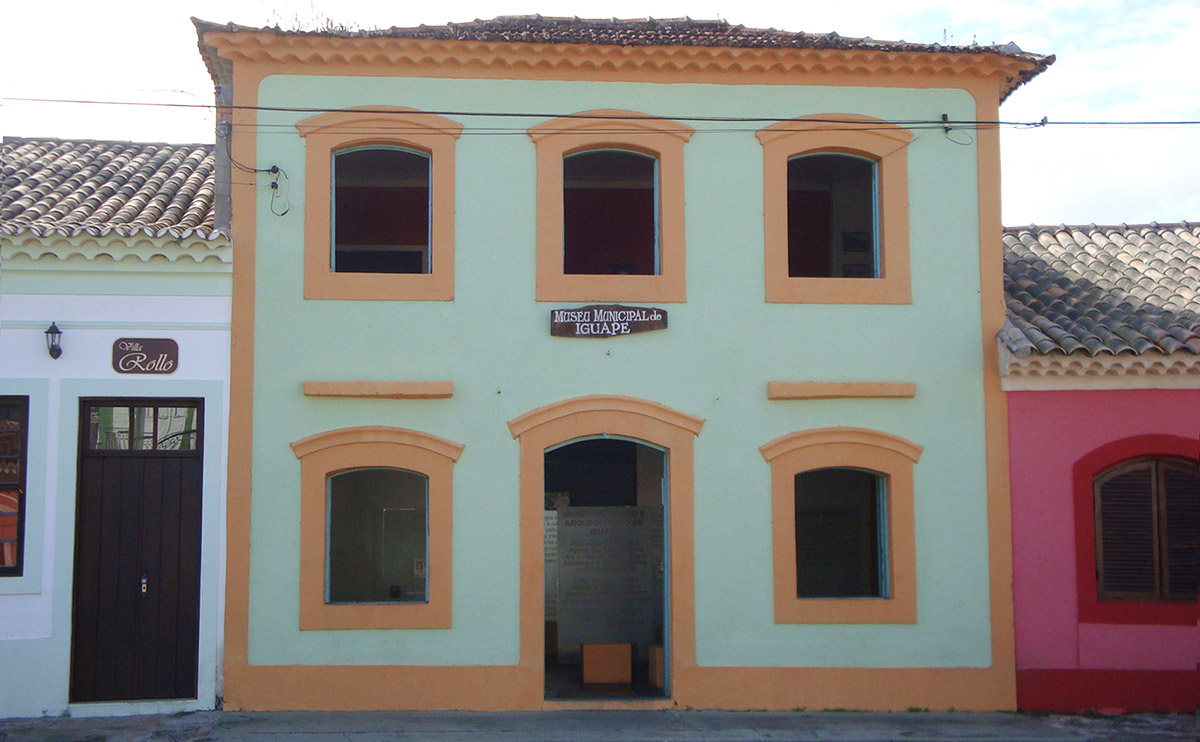
La Casa de la Cámara y Cadena de Iguape es hoy el Museo Municipal de la ciudad.

La Casa de la Cámara y Cadena (en portugués, Casa da Câmara e Cadeia) era el edificio que albergaba varias oficinas públicas durante el Brasil colonial y parte del periodo imperial .

## Historia y características
Estos inmuebles solían albergar la Cámara Municipal y los órganos a ella vinculados, como la Cámara de los Concejales, el juiz de fora, el presidente de la Cámara, el procurador, el juez de Derecho y el tribunal, la guardia policial (llamada de milicia) y la cárcel pública.
Sus edificios quedaban en el centro de la villa o ciudad, en el ancho (plaza) de la picota, o en el llamado rossio. Por lo general, el inmueble tenía dos pisos, varias salas y una sala para reuniones de los concejales y para juicios (ubicada en el segundo piso), siendo que en el primero quedaba la cárcel y la guardia. En varios casos, las Casas de Cámara y Cadena eran la única edificación pública en la villa y eran el símbolo del poder público.
En el periodo imperial fueron vaciándose. Con la Constitución de 1824, el Código Criminal y el Acto Adicional, la autoridad municipal perdió atribuciones judiciales y de policía, que pasaron a las provincias. A partir de ese momento, las Casas de Cámara y Cadena solo albergaron la Cámara de los Concejales y el presidente de la Cámara, por lo que las ciudades ganaron nuevos edificios públicos, que rivalizaban con ella, como la comisarías de policías.
Varias Casas de Cámara y Cadena pasaron a llamarse Palacio Municipal, cuando albergaban el legislativo y el ejecutivo municipal, o Edificio de la Cámara o Casa de los Concejales, cuando abrigaran sólo el legislativo.
Incluso en el periodo imperial y a inicios del republicano fueron reformadas o demolidas para construir en su lugar nuevos edificios públicos para sede de las Cámara de los Concejales, o de los ayuntamientos, como fue el caso de Niterói, que se construyó en 1914, sobre la demolida Casa de Cámara y Cadena, de 1824, el Palacio Municipal de Niterói. 
En varias ciudades brasileñas anteriores la República, varios edificios públicos céntricos resultan de reformas de Casas de Cámara y Cadena, como en Río de Janeiro, donde fueron Casa de Cámara el Palacio Tiradentes (actual Asamblea Legislativa de Río de Janeiro) y el Palacio del Conde de los Arcos (actual Facultad Nacional de Derecho de la Universidad Federal de Río de Janeiro).